# Ancyrognathus
Genre
Ancyrognathus est un genre éteint de conodontes de l'ordre des Conodontophorida.
Durant l'événement de  Kellwasser, une extinction de masse s'étant déroulée à la fin de l'étage du Frasnien, toutes les espèces de conodontes appartenant aux genres Ancyrodella et Ozarkodina, ainsi que la plupart de celles des genres Palmatolepis, Polygnathus et Ancyrognathus, disparurent.

## Espèces
- †Ancyrognathus primus
- †Ancymgnathus symmetries (type)
- †Ancyrognathus triangularis